# Szlovén férfi jégkorong-válogatott
A szlovén férfi jégkorong-válogatott Szlovénia nemzeti csapata, amelyet a Szlovén Jégkorongszövetség irányít.

## Története
A szlovén válogatott Jugoszlávia szétesését követően alakult meg. A szlovénokat néhány másik szovjet utódállammal együtt a C csoportba sorolták be 1993-ban. 1997-ben jutottak fel a B csoportba, majd 2001-ben nyerték meg a divízió I-es vb-t. 2002-ben játszottak először a főcsoportban. Azóta vegyesen a főcsoportban és a divízió I-ben szerepelnek.
Téli olimpián először 2014-ben vettek részt, miután megnyerték az egyik selejtezőcsoportot.

## Eredmények

### Világbajnokság
- 1920–1992 – Jugoszlávia része volt
- 1993 – 20. hely (C csop., 4. Hely)
- 1994 – 25. hely (C csop., 5. Hely)
- 1995 – 27. hely (C csop., 7. Hely)
- 1996 – 23. hely (C csop., 3. Hely)
- 1997 – 22. hely (C csop., 2. Hely)
- 1998 – 18. hely (B csop., 2. Hely)
- 1999 – 21. hely (B csop., 5. Hely)
- 2000 – 23. hely (B csop., 7. Hely)
- 2001 – 17. hely (Divízió I, B., 1. hely)
- 2002 – 13. hely
- 2003 – 15. hely
- 2004 – 17. hely (Divízió I, B., 1. hely)
- 2005 – 13. hely
- 2006 – 16. hely
- 2007 – 17. hely (Divízió I, B., 1. hely)
- 2008 – 15. hely
- 2009 – 19. hely (Divízió I, A., 2. hely)
- 2010 – 18. hely (Divízió I, B., 1. hely)
- 2011 – 16. hely
- 2012 – 17. hely (Divízió I, A., 1. hely)
- 2013 – 16. hely
- 2014 – 17. hely (Divízió I, A., 1. hely)
- 2015 – 16. hely
- 2016 – 17. hely (Divízió I, A., 1. hely)
- 2017 – 15. hely
- 2018 – 21. hely (Divízió I A, 5. hely)

### Olimpiai játékok
- 1920–1992 – Jugoszlávia része volt
- 1994 – nem jutott ki
- 1998 – nem jutott ki
- 2002 – nem jutott ki
- 2006 – nem jutott ki
- 2010 – nem jutott ki
- 2014 – 7. hely
- 2018 – 9. hely
- 2022 – nem jutott ki